# Gãy xương mắt cá chân
Gãy xương mắt cá chân là việc nứt, rạn hay gãy xương mắt cá chân. Nó thường được chẩn đoán bằng tia X. Việc điều trị được thực hiện bằng nẹp, bó bột hoặc phẫu thuật. Ở trẻ em, tỷ lệ gãy mắt cá chân xảy ra là khoảng 1 trên 1000 mỗi năm.

## Dấu hiệu và triệu chứng
Các triệu chứng của gãy xương mắt cá chân có thể tương tự như bong gân mắt cá chân (đau), mặc dù thông thường chúng thường nặng hơn khi so sánh. Việc khớp mắt cá chân bị trật khớp là cực kỳ hiếm nếu có sự hiện diện của chấn thương dây chằng đơn lẻ. Tuy nhiên, trong các trường hợp mắt cá chân bị gãy xương sên có thể trở nên không ổn định và bị trật khớp. Bệnh nhân có thể phàn nàn về sự bầm tím, hoặc có thể có một vị trí chân bất thường, chuyển động bất thường hoặc khó chuyển động khớp chân.

## Chẩn đoán

### Đánh giá
Về việc khám lâm sàng, điều quan trọng là phải đánh giá chính xác vị trí của cơn đau, phạm vi chuyển động và tình trạng của các dây thần kinh và mạch máu. Điều quan trọng là sờ xương bê (xương) bởi vì có thể có một gãy xương liên quan (gãy xương Maisonneuve), và để sờ chân của bàn chân để tìm kiếm một gãy xương Jones ở đáy thứ năm (gãy xương khớp).
Việc đánh giá các chấn thương mắt cá chân cho gãy xương được thực hiện với quy tắc mắt cá chân Ottawa, một bộ quy tắc được phát triển để giảm thiểu việc chẩn đoán bằng tia X không cần thiết. Có ba góc nhìn với tia X trong một loạt ảnh chụp mắt cá chân hoàn chỉnh: phía trước, bên, và xiên (hoặc "xem lỗ mộng"). Cái nhìn sâu đối với hình chụp x-quang phía trước của mắt cá chân được quay bên trong cho đến khi xương mắt cá bên trên cùng mặt phẳng nằm ngang với xương mắt cá trung gian, và một đường được vẽ qua cả hai xương mắt cá sẽ song song với mặt nằm ngang, dẫn đến vị trí bình thường không có sự chồng lấn của xương chày và sợi xương đè trên nhau. Quá trình xem kiểm tra xương này thường đòi hỏi thao tác quay 10 đến 20 độ hướng bên trong.